# Santa Eulalia (Chihuahua)
Santa Eulalia es una población del estado mexicano de Chihuahua, situada a unos 10 km de la capital del estado, Chihuahua. Es una pequeña población colonial de origen minero. Es cabecera del municipio de Aquiles Serdán.

## Características

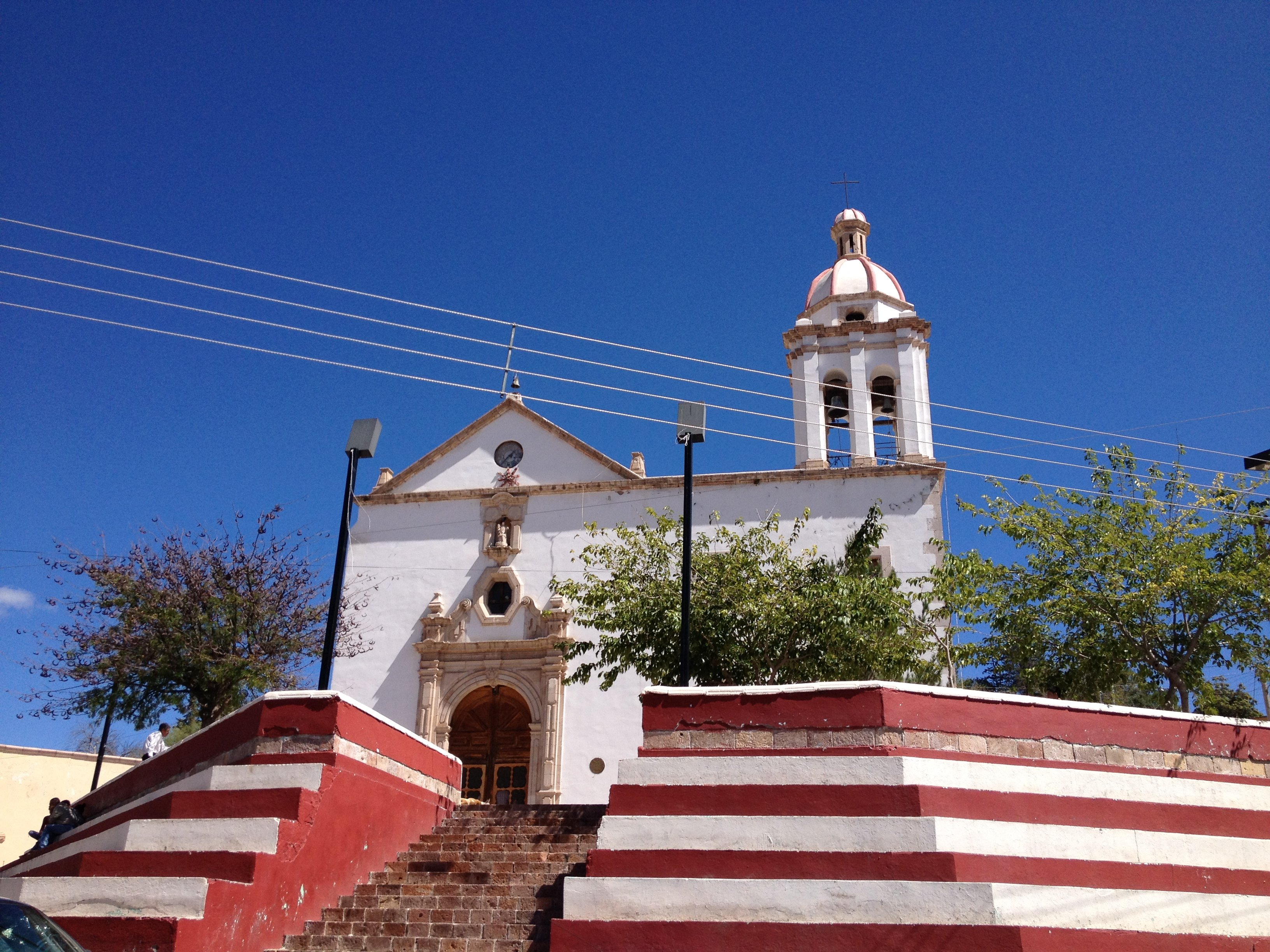
Templo de Santa Eulalia

Santa Eulalia está íntimamente ligada a la historia de la ciudad de Chihuahua y es una de las poblaciones más antiguas del estado, fue fundada en 1652 por el capitán español Diego del Castillo que descubrió una mina de plata, posteriormente permaneció unos años despoblada y en 1707 nuevos descubrimientos mineros volvieron a darle un importante auge, poblándose inmediatamente con el nombre de Santa Eulalia de Mérida de Chihuahua. Fue tal su riqueza y población que se decidió constituirla en un Real de Minas por el gobernador de la Nueva Vizcaya, Antonio de Deza y Ulloa, sin embargo por su situación en medio de montañas, este, después de una votación empata entre los principales vecinos del lugar, decidió que el Real se estableciera no en la misma población sino en el valle cerca, decidiendo así la fundación de la Ciudad de Chihuahua.
Santa Eulalia permaneció como una importante población minera y solo hasta mediados del siglo XX comenzó a decrecer tras el cierre de varias minas y la baja actividad económica, actualmente esta prácticamente conurbada con la ciudad de Chihuahua y constituye un atractivo turístico por sus antiguos monumentos históricos y pequeñas calles.